# Szata roślinna Azorów

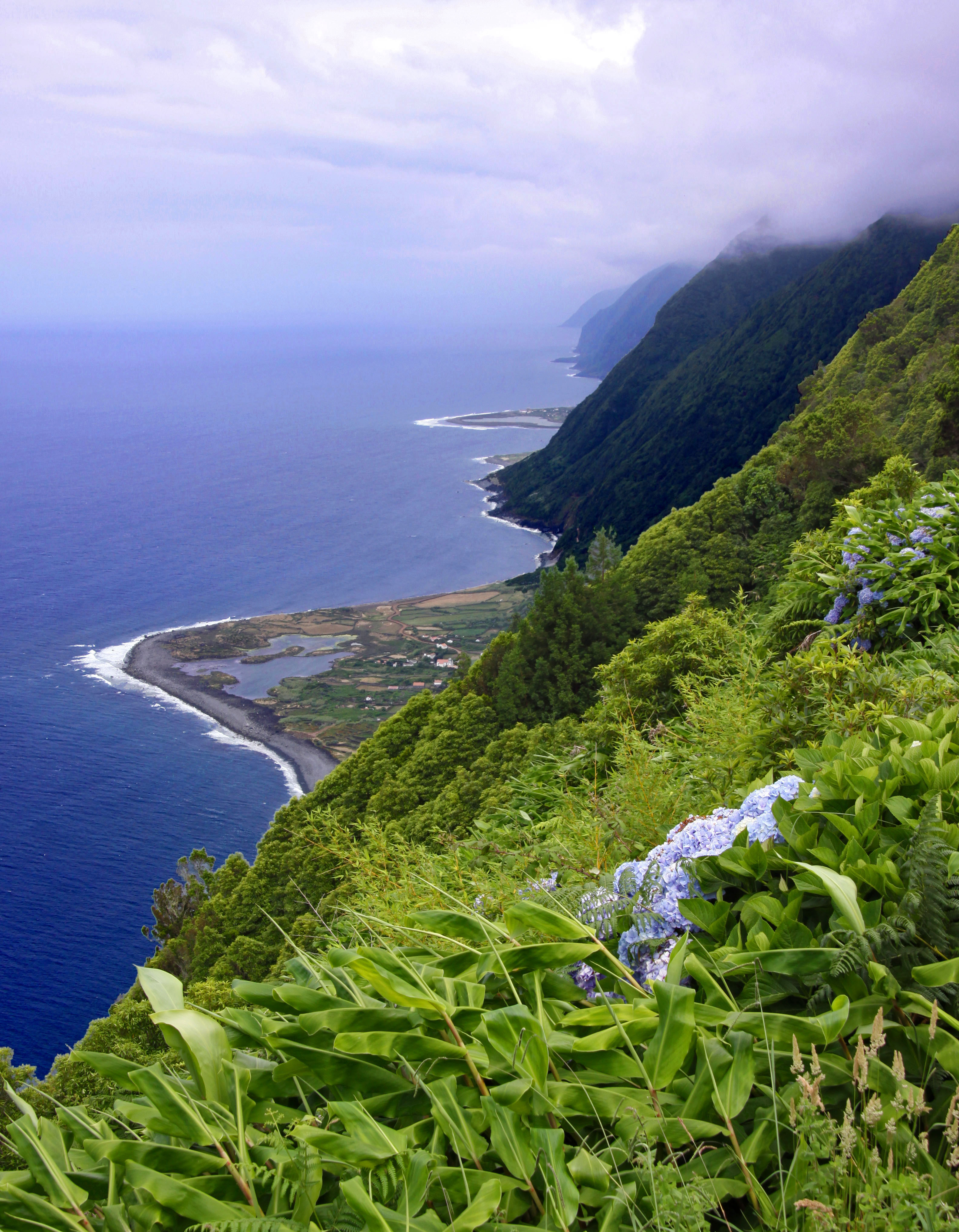
Klify nadmorskie na wyspie São Jorge

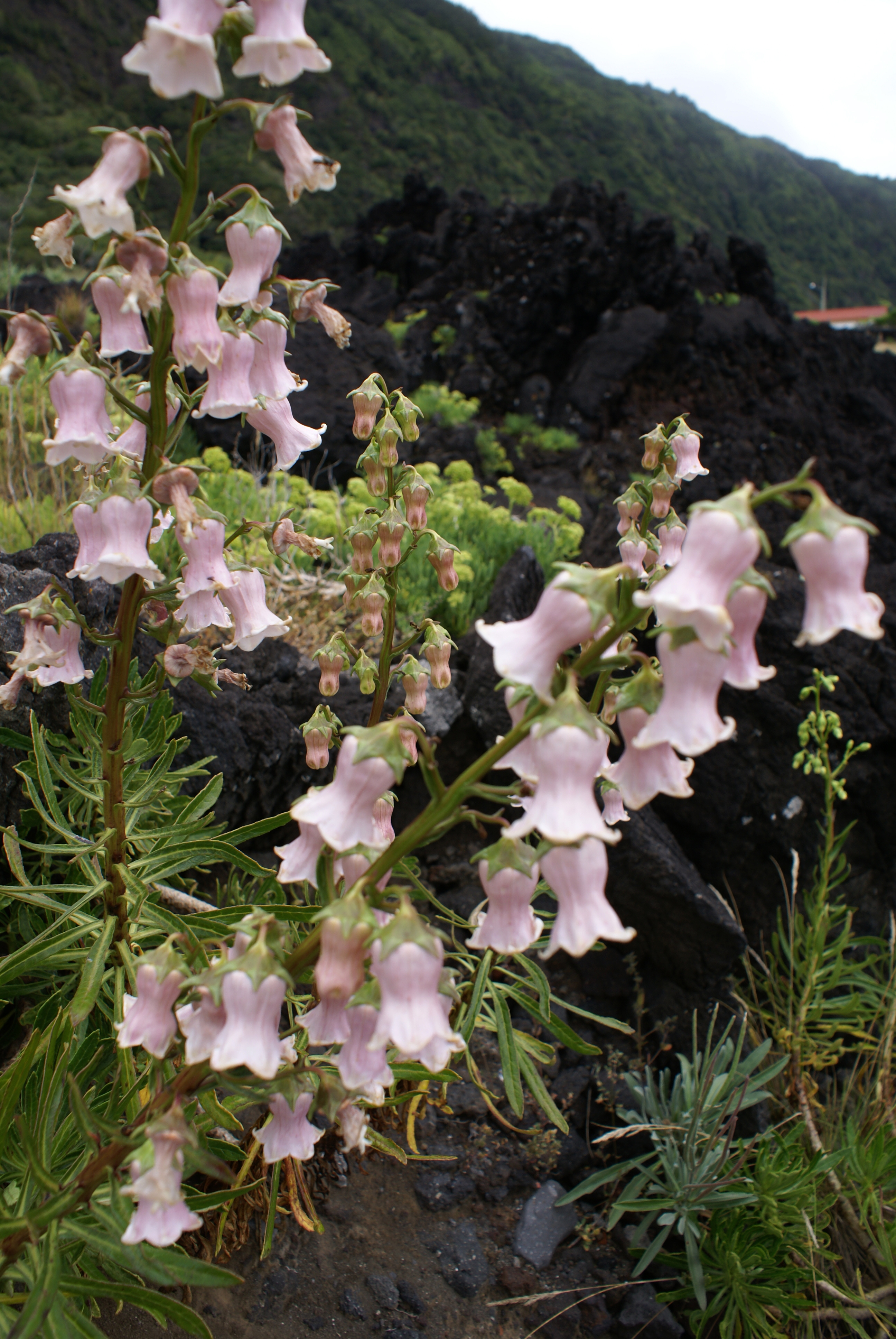
A. vidalii z endemicznego dla Azorów rodzaju Azorina

Szata roślinna Azorów – wszelkie zbiorowiska roślinne (roślinność) oraz gatunki roślin (flora) występujące na terenie Azorów współcześnie oraz w przeszłości. Szata roślinna jest układem dynamicznym, zależnym od przekształceń środowiska. Od kolonizacji wyspy przez Europejczyków w XV wieku czynnikiem determinującym przeobrażenia szaty roślinnej i decydującym o jej wyglądzie jest działalność człowieka (antropopresja). W efekcie zmian niewielka część wysp zachowała naturalną pokrywę roślinną. Do rodzimej flory Azorów należy ok. 200 gatunków, podczas gdy gatunków introdukowanych jest trzy razy więcej. Do endemitów archipelagu należy 70 gatunków i jeden rodzaj. Do typowej dla Azorów roślinności należą zbiorowiska halofilne klifów i lagun nadmorskich, lasy wawrzynolistne oraz zarośla wrzośców i jałowców na stokach wulkanów, ze specyficzną roślinnością urwisk skalnych, pól lawowych i mokradeł.  

## Klasyfikacja biogeograficzna
Azory stanowią jedną z czterech prowincji obszaru makaronezyjskiego w ramach podpaństwa praśródziemnomorskiego w obrębie państwa holoarktycznego. W klasyfikacji ekoregionów według World Wide Fund for Nature Azory stanowią odrębną jednostkę „Azores temperate mixed forests” (azorskie lasy mieszane strefy umiarkowanej) w obrębie strefy „Temperate broadleaf and mixed forests” (lasy liściaste i mieszane strefy umiarkowanej).

## Flora
Rodzima flora Azorów jest uboga w porównaniu do flor najbliższych archipelagów – Wysp Kanaryjskich i Madery. Naturalnie występuje tu prawdopodobnie tylko 197 gatunków roślin (według niektórych autorów ok. 300), które stanowią tylko 24% pełnej flory współczesnej wysp, zdominowanej przez gatunki zawleczone i świadomie introdukowane przez ludzi po odkryciu wysp w XV wieku.
Do miejscowej flory należy 70 gatunków endemitów oraz 8 także nie spotykanych gdzie indziej gatunków pochodzenia mieszańcowego. Specyficzną cechą rodzimej flory Azorów jest obecność w niej gatunków o bardzo szerokiej skali wymagań ekologicznych. Przykładem może być wrzosiec azorski Erica azorica – rosnąca zarówno przy brzegach morskich, jak i w wyższych położeniach, w tym na szczycie najwyższej góry, tj. na 2300 m n.p.m. Jedynym rodzajem endemicznym dla Azorów jest monotypowy przedstawiciel dzwonkowatych – Azorina, rosnący na klifach nadmorskich.
Endemity Azorów

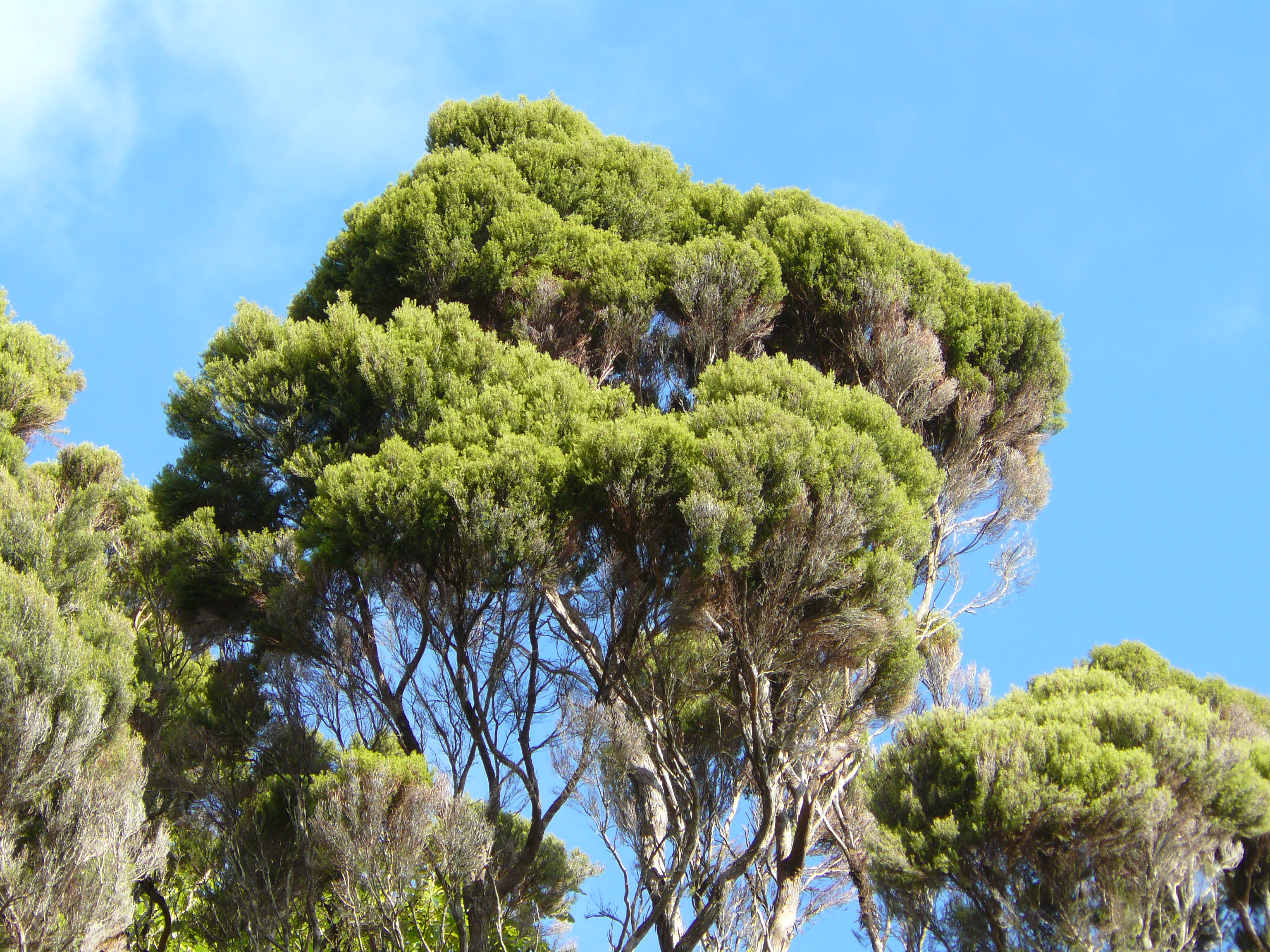
Erica azorica
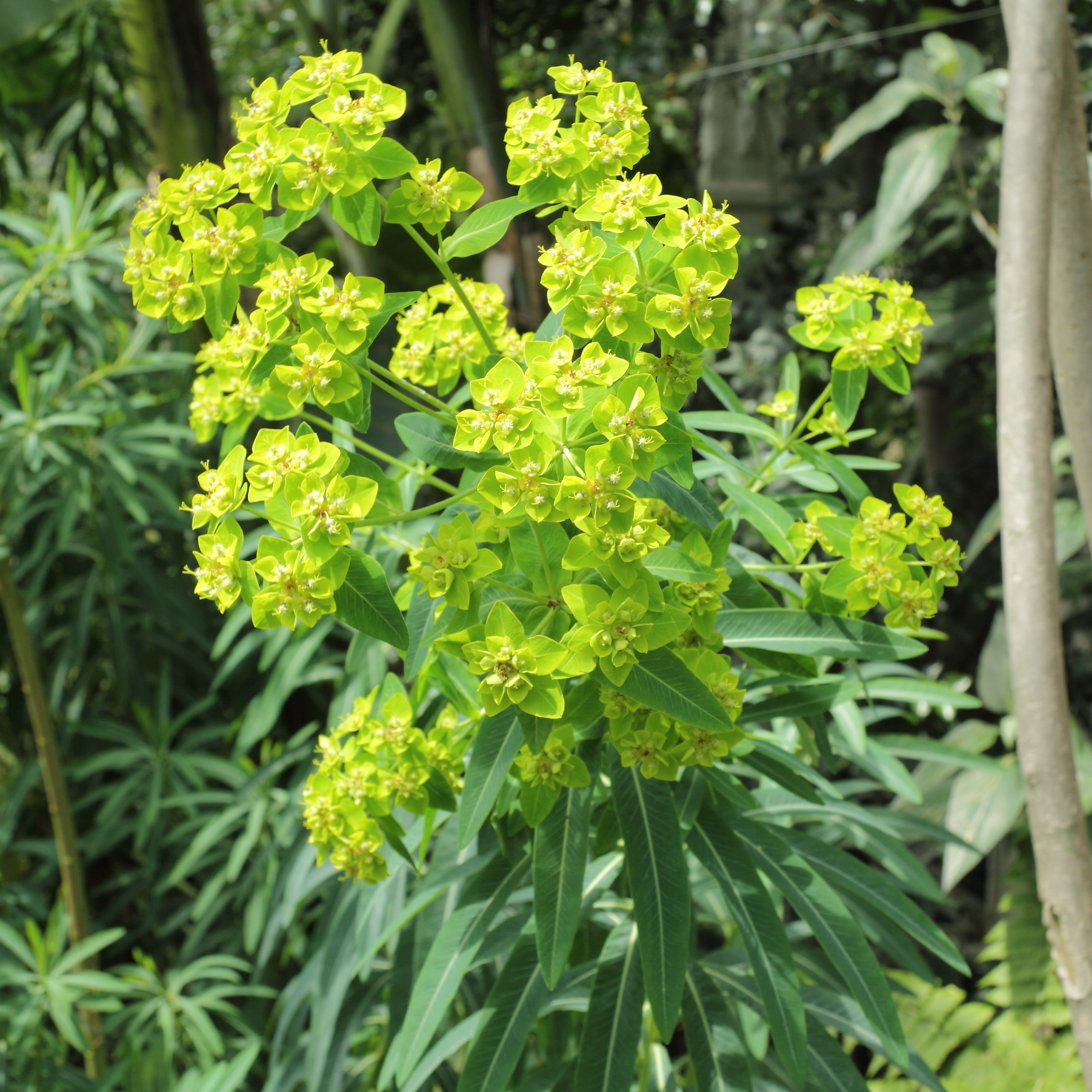
Euphorbia azorica
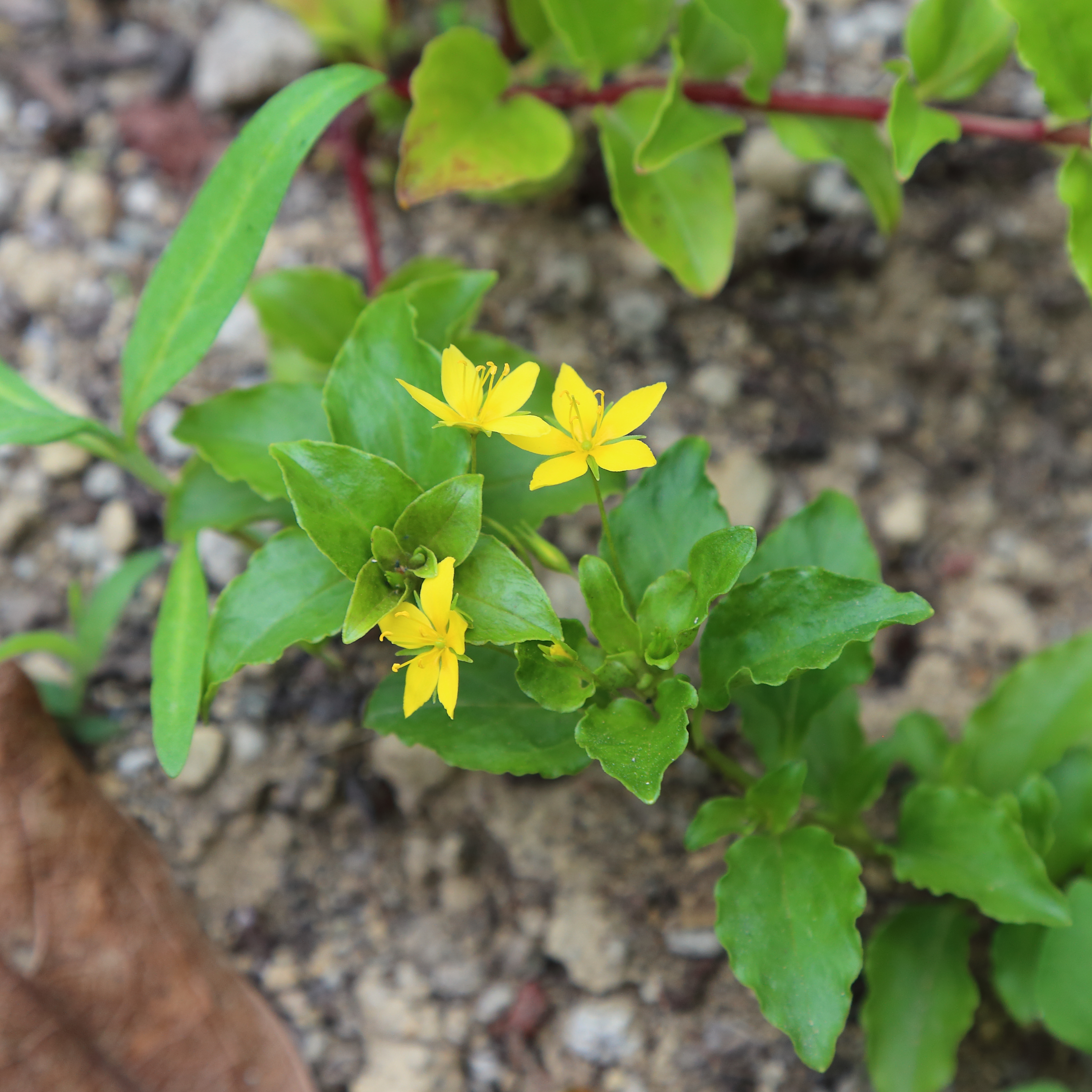
Lysimachia azorica
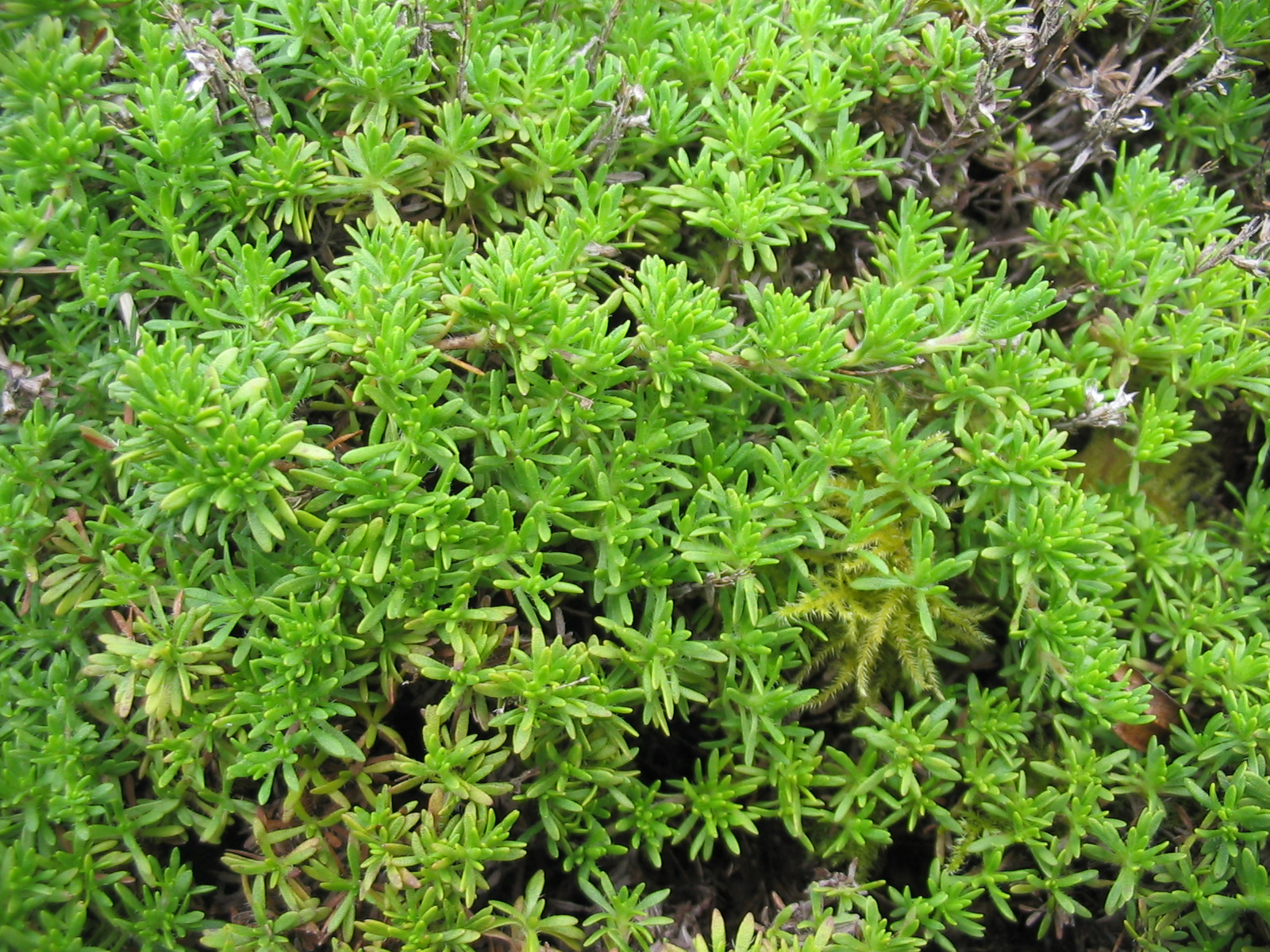
Thymus caespititius
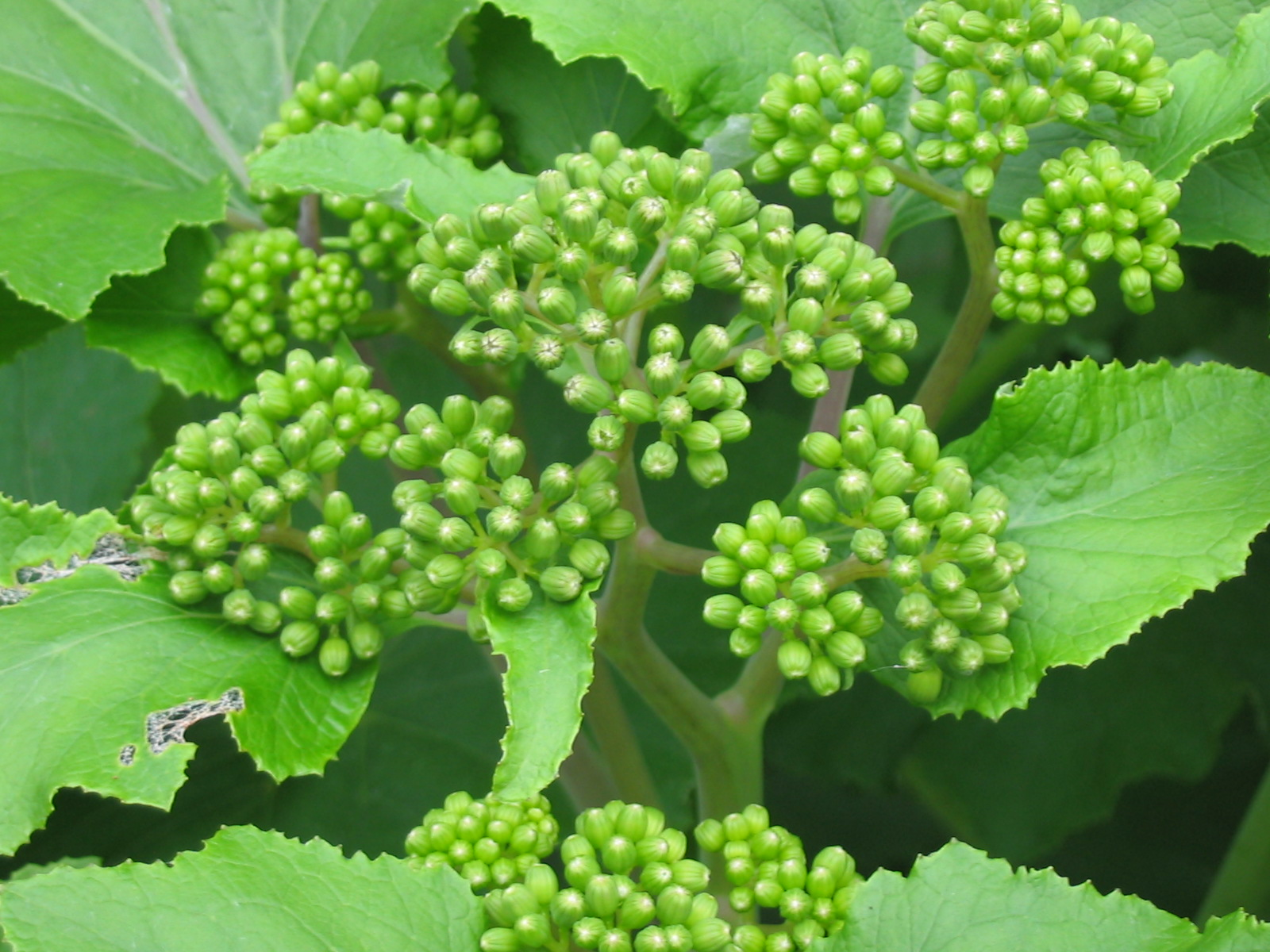
Pericallis malviflora
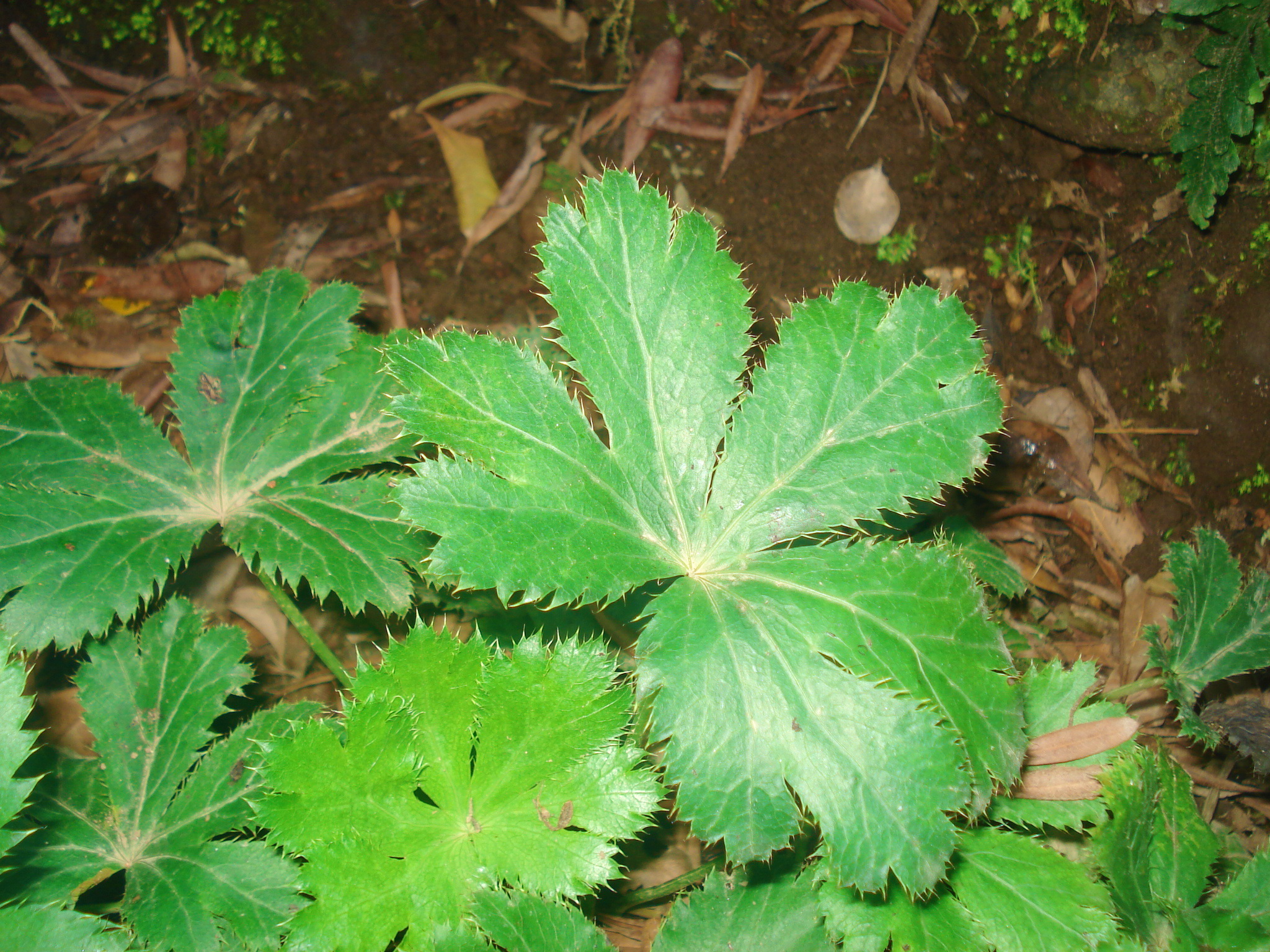
Sanicula azorica

Flora mszaków jest znacznie bogatsza niż roślin naczyniowych – obejmuje około 450 gatunków, spośród których 5% stanowią endemity.

## Roślinność

### Siedliska nadmorskie

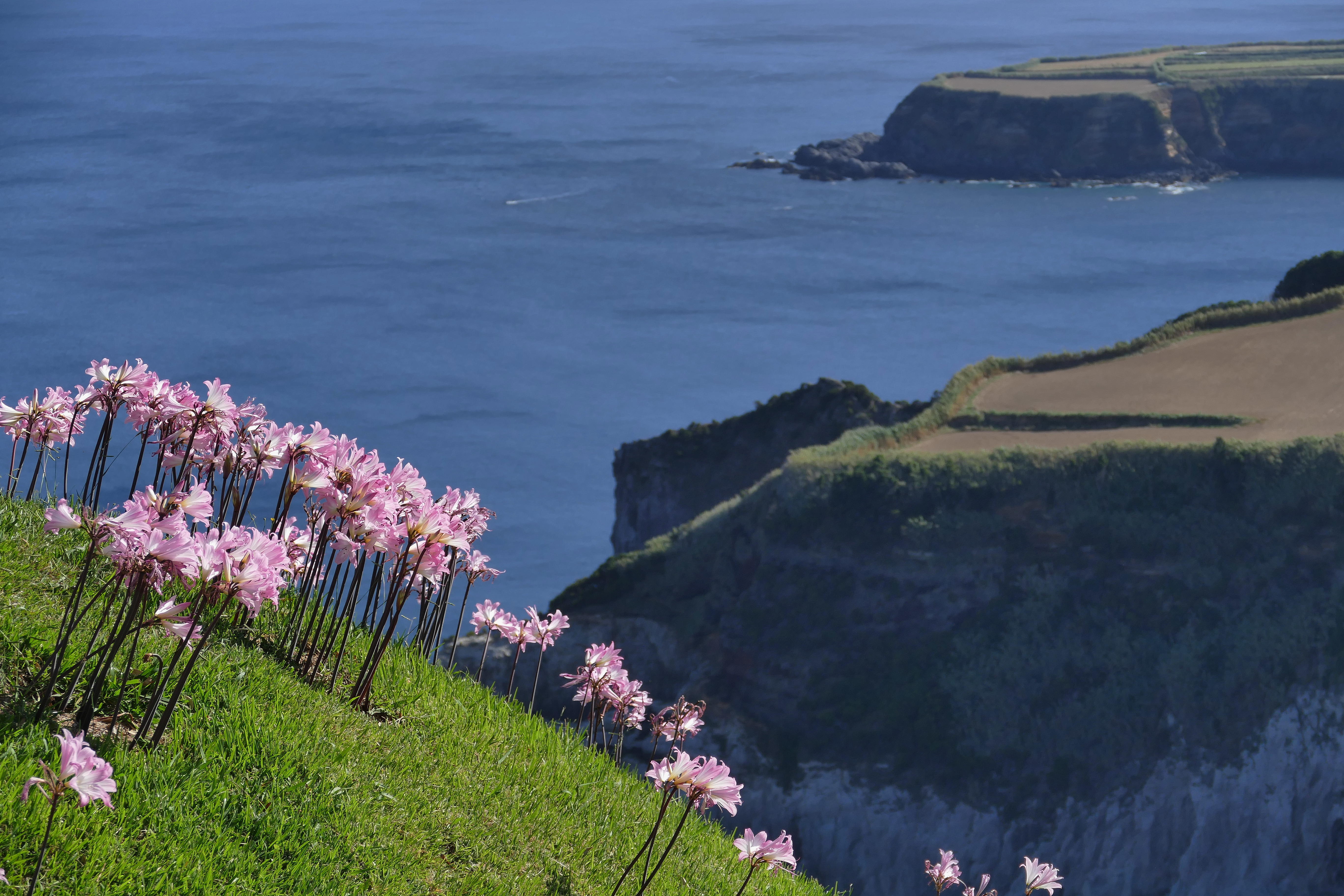
Klify nadmorskie z amarylisem nadobnym

Siedliska wydmowe porastają zbiorowiska z dominacją trawy Spartina versicolor. Obfitujące w endemity są zbiorowiska porastające pola lawowe opadające do oceanu. Bezpośrednio przy brzegach oceanu rośnie Spergularia  azorica, w pewnym oddaleniu brzegi porastają bardziej okazałe rośliny takie jak Azorina  vidalii i Euphorbia  azorica, po czym kształtują się zarośla wrzośca Erica azorica. Na nadmorskich klifach w zależności od warunków lokalnych dominują murawy z kostrzewą Festuca petraeae lub zarośla Erica azorica. Zbiorowiska łąkowe na nizinach nadmorskich tworzą gatunki z rodzajów: kostrzewa Festuca, polipogon Polypogon i sit Juncus.
Siedliska nadmorskie są miejscem występowania następujących endemitów azorskich: Agrostis congestiflora, Ammi seubertianum, Azorina vidalii, Cerastium azoricum, Corema azoricum, Euphorbia azorica, Festuca petraea, Gaudinia coarctata, Hypericum foliosum, Limonium eduardi-diasii, Lotus azoricus, Myosotis maritima, Pericallis malvifolia, Rostraria azorica, Scabiosa nitens, Spergularia azorica.

### Roślinność zaroślowa i leśna

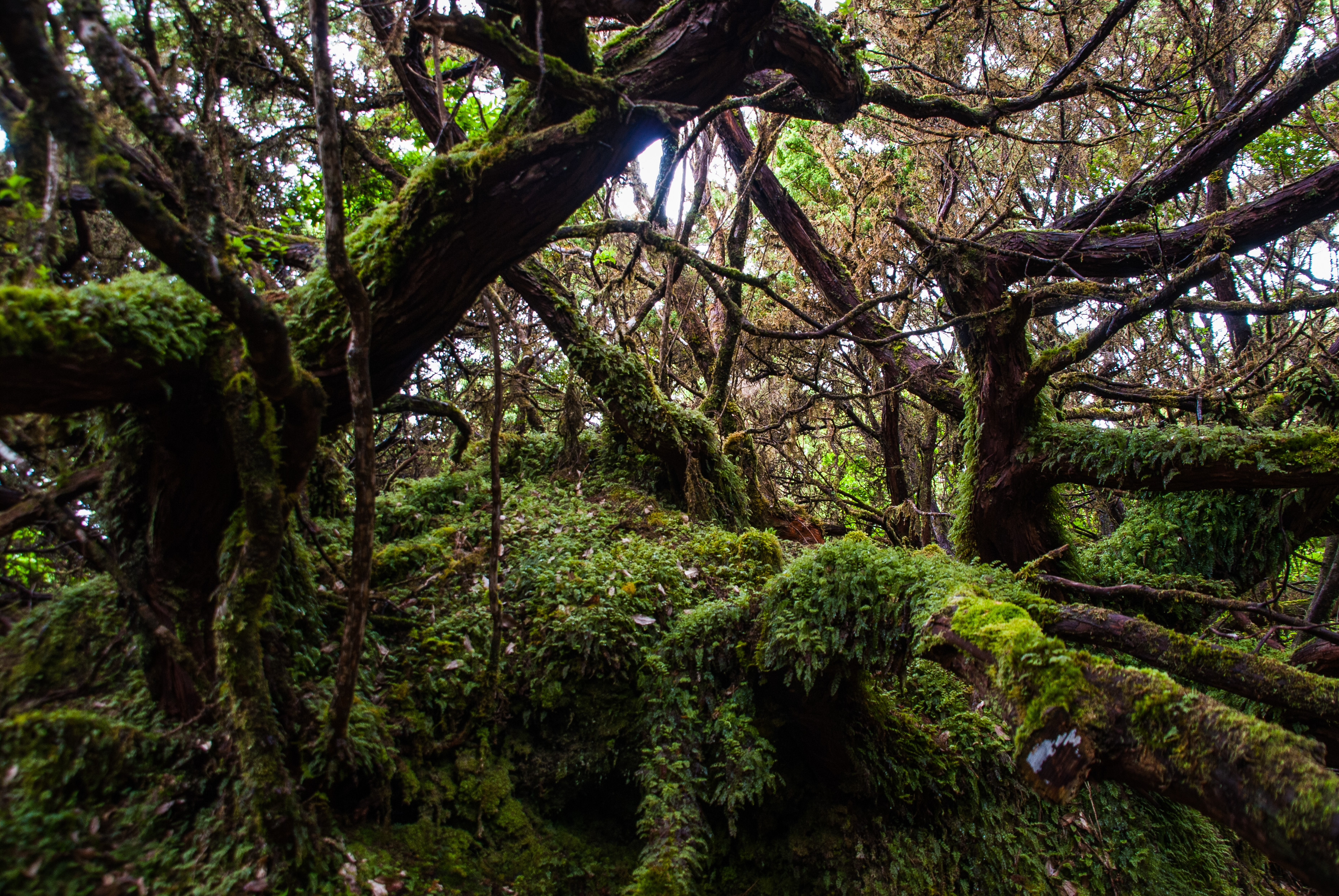
Las wawrzynolistny na Azorach (wyspa Terceira)

Pierwotnie Azory niemal w całości pokrywały lasy, usuwane sukcesywnie w celu pozyskania drewna oraz gruntów do produkcji rolnej od czasu skolonizowania archipelagu przez Portugalczyków w XV wieku. Strefa lasów wawrzynolistnych rozciągała się ponad wąskim pasem roślinności halofilnej przy wybrzeżu do wysokości ok. 600 m n.p.m. Współczesne drzewostany są niskie (zazwyczaj osiągają do 6 m wysokości, maksymalnie 10 m, choć w przeszłości zdarzały się drzewa o co najmniej 20 m wysokości). W kilkuwarstwowych drzewostanach dominują: Juniperus brevifolia, Laurus azorica i Ilex azorica, towarzyszą im Frangula azorica i Erica azorica, a rzadko także Picconia azorica. Zwarcie na ogół jest znaczne i w rezultacie takie też jest zacienienie wewnątrz biocenozy leśnej. W runie dominują zwykle cieniolubne paprocie. Gatunki te tworzą różne zespoły roślinne w zależności od wysokości nad poziomem morza i wilgotności.
Endemitami Azorów występującymi w lasach wawrzynolistnych są: Asplenium azoricum, Carex vulcani, Dryopteris azorica, Euphorbia stygiana, Hedera azorica, Luzula purpureo-splendens, Lysimachia azorica, Myrsine retusa, Picconia azorica, Polypodium azoricum, Prunus lusitanica ssp. azorica, Rubia agostinhoi, Sanicula azorica, Vaccinium cylindraceum, Viburnum tinus ssp. subcordatum.
Lasy na Azorach zróżnicowane są w zależności przede wszystkim od wysokości położenia nad poziomem morza, co determinuje zwłaszcza warunki wilgotnościowe i termiczne. W niższych położeniach występują na świeżych siedliskach strukturalnie dość proste zbiorowiska Myrica faya i Picconia azorica, określane jako zespół roślinności Myrico-Pittosporietum undulati. Został on niemal zupełnie zdegradowany z powodu inwazji australijskiego gatunku Pittosporum undulatum oraz z powodu wylesień. Ich runo stanowi siedlisko takich endemitów jak Carex hochstetteriana i Polypodium azoricum.
Lepiej zachowane są bardzo wilgotne lasy w wyższych położeniach ze związku Culcito-Juniperion brevifoliae. Świeży wariant lasów wawrzynolistnych cechuje się bogactwem gatunkowym, w tym zróżnicowaniem gatunkowym drzewostanu. Dominują w nim takie gatunki drzew i krzewów jak: Laurus azorica, Frangula azorica, Picconia azorica i Myrica faya. W runie duży udział mają paprocie – Diplazium caudatum, Dryopteris azorica, a z zielnych endemitów rosną tu m.in. Bellis azorica i Platanthera micrantha. Zasoby tych lasów są znikome.
W wilgotnym wariancie lasów wawrzynolistnych dominują takie gatunki drzew i krzewów jak: Laurus azorica, Ilex perado subsp. azorica,  Frangula azorica i Erica azorica. W runie panują paprocie: Culcita macrocarpa, Dryopteris azorica, Dryopteris affinis, Pteris incompleta,  Diplazium caudatum. Zasoby tego wariantu lasów także są znikome, zachowały się tylko na trzech wyspach: São Miguel, Terceira i Pico.
Kształtujące się w strefie chmur, niemal stale mgliste i bardzo wilgotne lasy wawrzynolistne tworzone są przez Laurus azorica, Juniperus brevifolia i Ilex perado subsp. azorica, a także Frangula azorica. Zamiast Erica azorica rośnie tu Vaccinium cylindraceum. Zbiorowiska te są tak gęste, że poza ustalonymi drogami są praktycznie niemożliwe do przejścia. W runie liczne są paprocie: Dryopteris azorica, Culcita macrocarpa i włosocień delikatny Trichomanes speciosum. Lasy te obfitują w epifityczne paprocie, mszaki i porosty, także spotykane są tu epifile. Powyżej tj. ponad 600 m n.p.m. rosną zbiorowiska z dominacją Erica azorica, Juniperus brevifolia oraz wrzosowiska.
Powyżej 600 m n.p.m. i do ok. 1500 m n.p.m. dominuje Ericetum azoricae. Zbiorowisko z Erica azorica charakteryzuje się bujnym runem tworzonym głównie przez paprocie i mszaki. Jeszcze wyżej, tj. tylko na wyspie Pico, rozciągają się lasy górskie zdominowane przez Juniperus brevifolia z torfowcami Sphagnum w runie.

### Roślinność wysokogórska

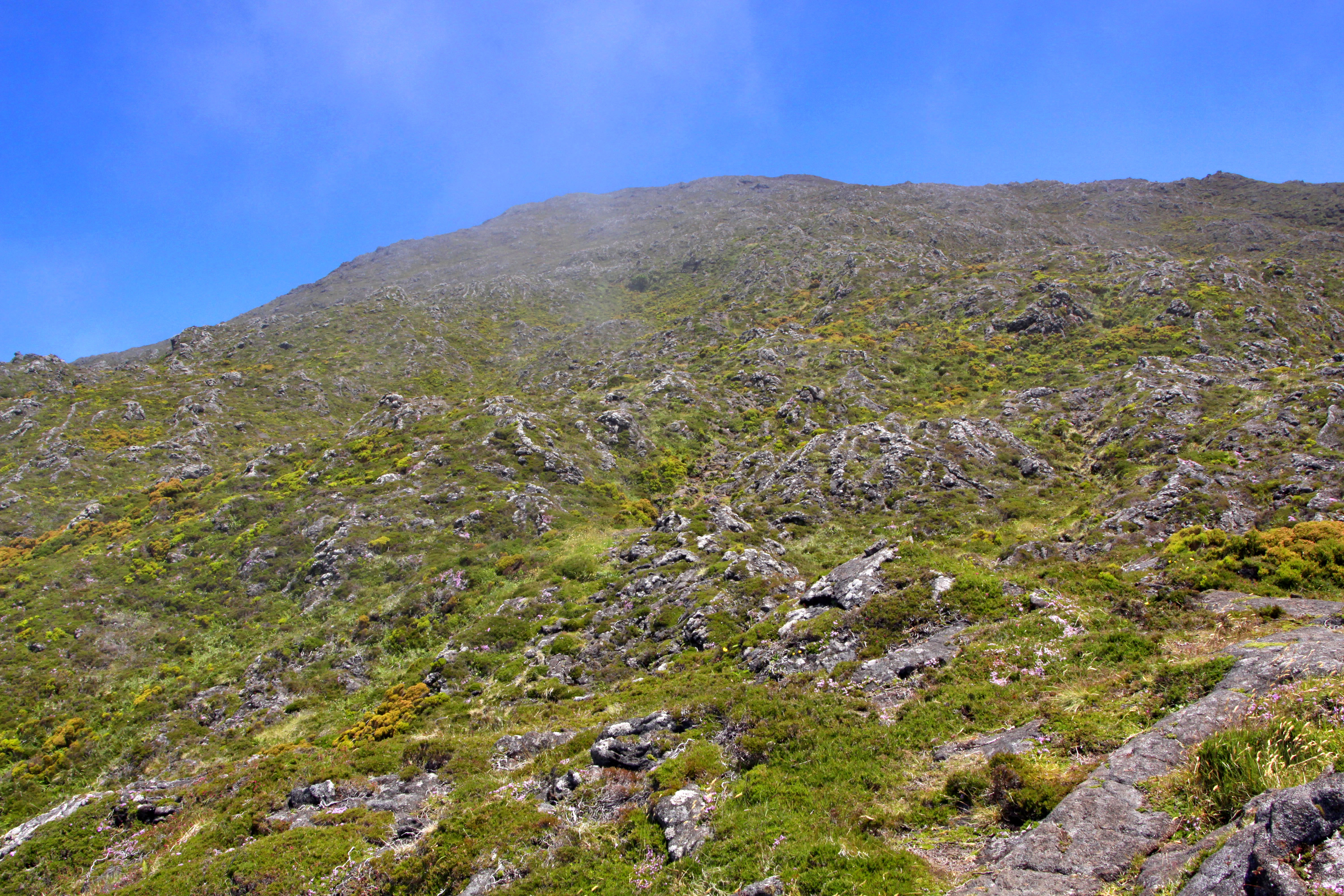
Wrzosowiska na szczycie Pico

Roślinność subalpejska występuje tylko na wyspie Pico na szczycie stratowulkanu Pico. Składają się na nią wrzosowiska tworzone przez nieliczne gatunki, sięgające wysokości ok. 2300 m n.p.m. Występują tu takie gatunki jak: wrzos Calluna  vulgaris, Daboecia  azorica i Erica azorica.

### Łąki i mokradła

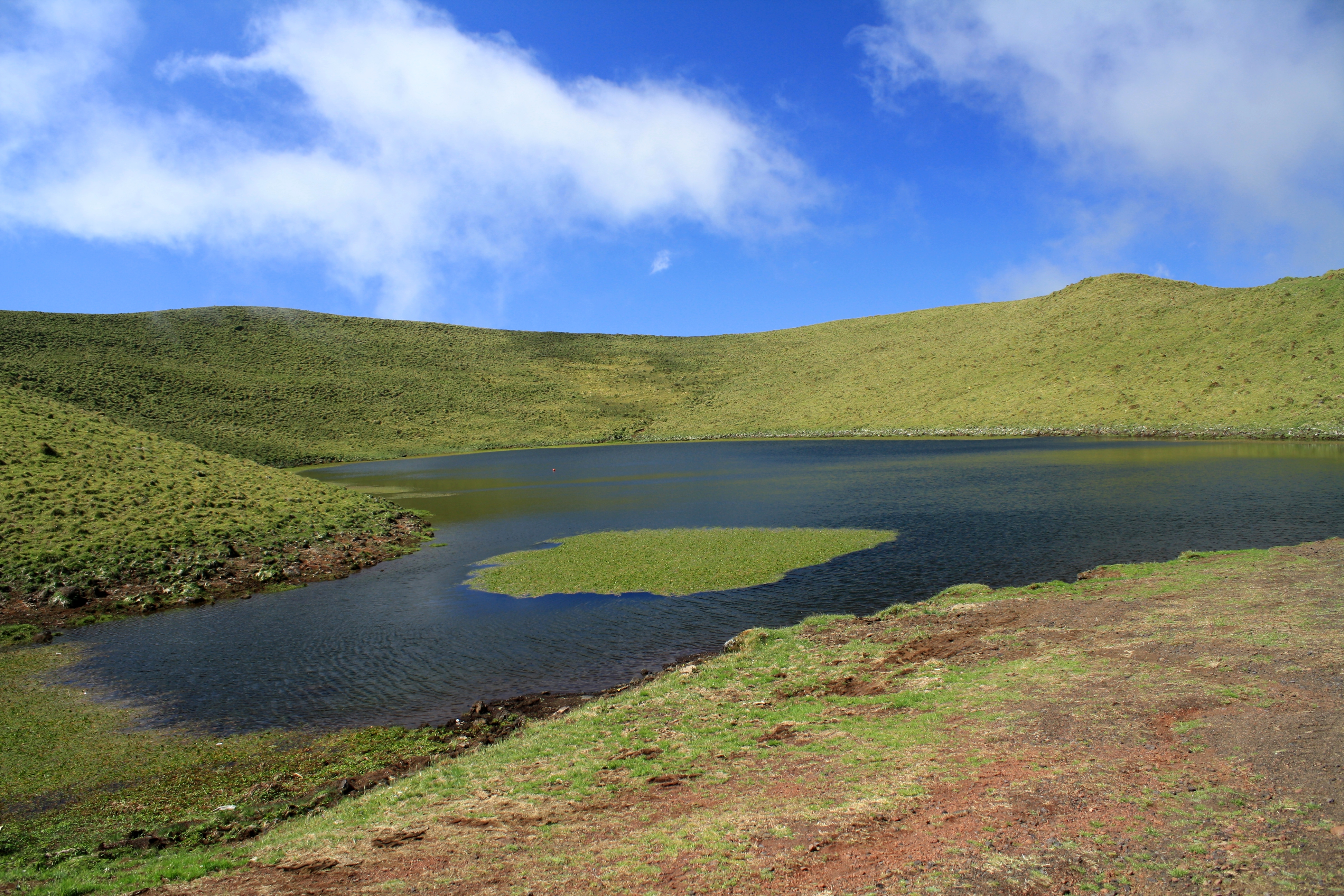
Zbiornik na wyspie Pico

Górskie łąki obfite w endemity tworzą przede wszystkim takie gatunki jak: Holcus rigidus, Festuca petraea, Deschampsia foliosa oraz Luzula purpureo-splendens. Trawom towarzyszą okazałe byliny z rodzajów sałata Lactuca, dzięgiel Angelica, szczaw Rumex i jaskier Ranunculus. Na brzegach zbiorników i mokradeł rosną storczyki oraz niezapominajki Myosotis i żabieńce Alisma. Siedliska podmokłe i łąki są silnie przekształcone z powodu zajmowania ich pod intensywnie użytkowane pastwiska. Zachowały się tu jednak torfowiska, mokradła z zaroślami, stanowiące siedlisko endemicznych gatunków takich jak Plathantera micrantha i Daboecia azorica, a także charakterystyczne dla Azorów zbiorniki oligotroficzne z endemicznym poryblinem Isoetes azorica.

## Zagrożenia i ochrona

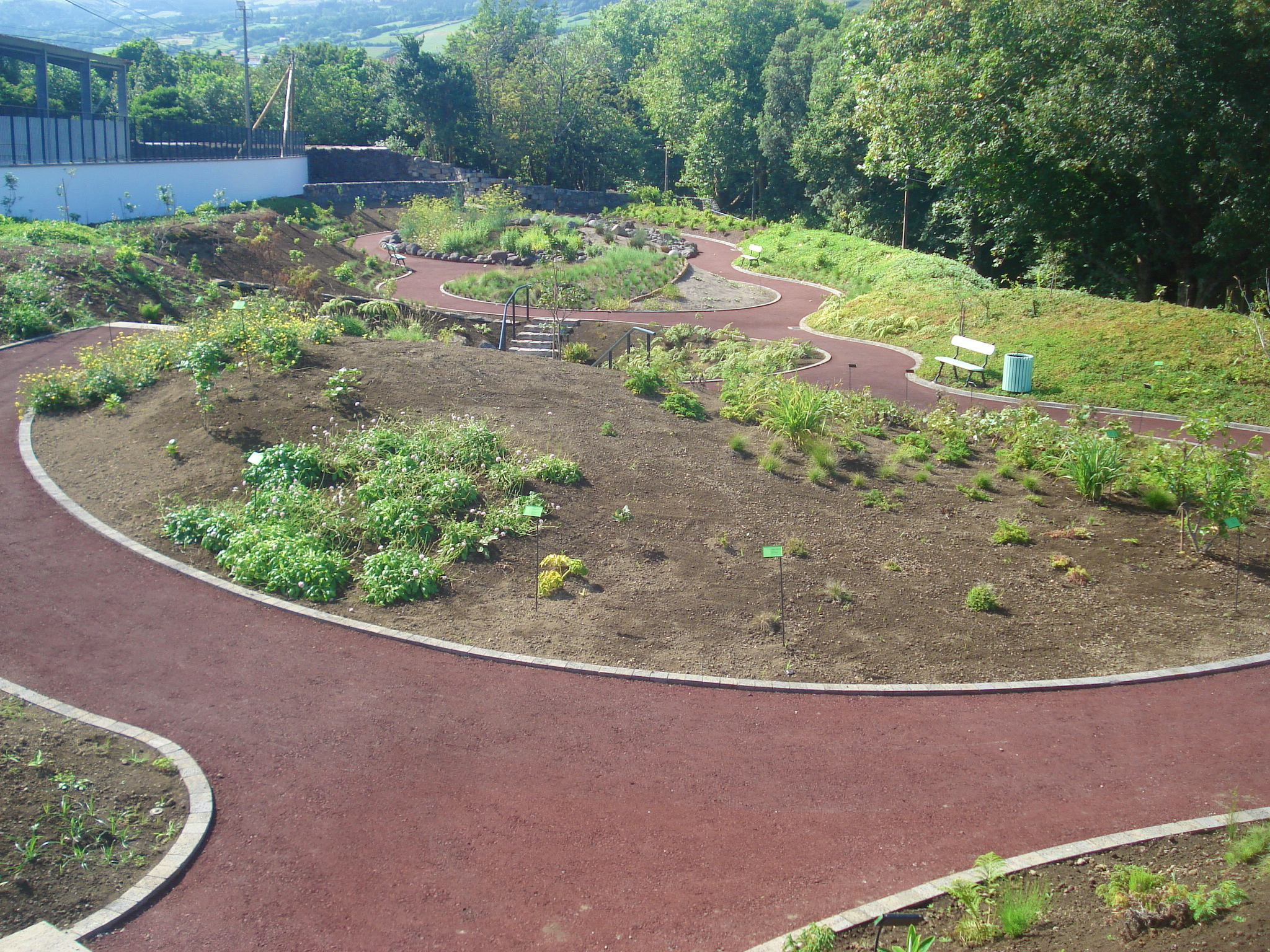
Fragment kolekcji roślin rodzimych w Jardim Botânico do Faial

W przeszłości, od czasu kolonizacji wysp, podlegały one istotnym przekształceniom, przy czym osadnictwo i zajmowanie terenów pod rolnictwo dotyczyło głównie terenów nadmorskich. Wsparcie rozwoju wysp przez Unię Europejską spowodowało w końcu XX wieku znaczny rozwój ekonomiczny, co w krótkim czasie przyczyniło się do zniszczenia około 50% dotąd zachowanych siedlisk naturalnych – głównie z powodu powiększenia terenów rolniczych i infrastruktury, w konsekwencji też pogorszenia warunków wodnych, co skutkuje wysychaniem zbiorników i mokradeł. Rozwój turystyki wiąże się z zabudową terenów nadmorskich, co przyczynia się do ograniczania zasobów roślinności typowej tych siedlisk. Wielkie szkody powodują inwazje gatunków zawlekanych przez człowieka – bardzo agresywnych gatunków istotnie zmieniających naturalne układy roślinności jest kilkanaście, wśród nich Pittosporum undulatum na terenach niżej położonych, Carpobrotus edulis na wybrzeżu, Hedychium gardnerianum na mokradłach.
Wszystkie wyspy archipelagu objęte są w znacznym stopniu formami ochrony przyrody, teoretycznie mającymi zabezpieczać walory środowiska przyrodniczego. W praktyce podkreśla się jednak ograniczoną skuteczność tych form, ze względu na niedostateczną ich powierzchnię dla zachowania ekosystemów i gatunków, brak praktycznego zabezpieczenia przed wieloma zagrożeniami (np. gatunkami inwazyjnymi), także brak dostatecznej wiedzy w zakresie funkcjonowania środowiska i opieki nad walorami. Z tych powodów wskazuje się na ogromne znaczenie działalności założonego w 1986 roku ogrodu botanicznego Jardim Botânico do Faial. Placówka ta zabezpiecza zasoby genowe wszystkich gatunków rodzimych dla Azorów oraz prowadzi aktywną działalność na rzecz poznania i zachowania walorów rodzimych dla Azorów ekosystemów.